# Mega Man ZX Advent
Mega Man ZX Advent, conosciuto come Rockman ZX Advent (ロックマンゼクスアドベント?, Rokkuman Zekusu Adobento) in Giappone, è un videogioco platform per Nintendo DS, distribuito nel 2007; è il sequel diretto di Mega Man ZX.

## Trama
La storia si svolge nello stesso mondo futuristico del gioco precedente, ma circa quattro anni dopo le avventure di Vent/Aile. Anche questa volta sarà possibile scegliere il personaggio all'inizio, e le storie dei due protagonisti hanno delle leggerissime differenze tra loro. I nuovi eroi sono Grey e Ashe; il primo si risveglia in un laboratorio in rovina, dopo anni di sonno, e inizia subito a cercare le sue origini, mentre la seconda è una cacciatrice di Maverick, reploidi infettati da virus che spesso attaccano le città senza apparente motivo.
In entrambe le storie, comunque, il protagonista si dovrà alleare con un gruppo di cacciatori di taglie e, durante una missione, verrà attaccato da due potenti esseri che cercheranno di ucciderlo, Prometheus e Pandora, reploidi gemelli la cui storia non sarà spiegata all'interno del gioco. Egli allora verrà aiutato da un misterioso oggetto, il Biometallo (apparso anche nel capitolo precedente), capace di fondersi con un uomo, tramite una cosiddetta "Megafusione" per generare un Mega Man, un essere evoluto, una sorta di essere umano perfetto.
Trasformatosi, il protagonista inizierà, contro la sua volontà, a far parte di una specie di torneo, chiamato Partita del Destino, consistente in numerose battaglie tra Mega Man al fine di decretare il Re; lentamente egli comprenderà il motivo di questa lotta infinita, dovuta ad un potente scienziato e guerriero, il saggio Albert, che vuole usare i poteri dei Mega Man per risvegliare nuovamente il potentissimo Biometallo Modello W, con il quale potrà diventare un dio e riplasmare l'universo a suo piacimento. Il protagonista combatterà per fermarlo, imbattendosi in situazioni sempre più intricate e nemici sempre più potenti e spietati.

## Personaggi
- Grey/Ashe sono i protagonisti assoluti del gioco, prescelti dal Biometallo Modello A; Grey ha circa quattordici anni e non è un essere umano, bensì un Reploide, una sorta di robot altamente sviluppato (nel menu delle trasformazioni la sua forma base è indicata dalla sigla Re, mentre quella di Ashe dalla sigla Hu, ovvero "umano"). Il ragazzo è stato creato da Albert, nemico principale del gioco, ed è il prototipo del Mega Man definitivo. Ashe è invece una ragazza umana di circa quindici anni ed è lontanamente imparentata con lo scienziato Albert, sebbene egli fosse solo un reploide.
- Vent/Aile sono i personaggi principali del precedente Mega Man ZX; riappaiono per distruggere il Biometallo W e, dopo uno scontro con il nuovo protagonista, diventeranno suoi alleati. Vent appare solo se si sta giocando una partita con Ashe come personaggio principale, mentre Aile appare come alleata di Grey.
- La Saggia Trinità è un gruppo di scienziati che si occupa del controllo e della sorveglianza del mondo. I suoi membri Mikhail, Thomas e Albert erano in origine esseri umani ma si sono volontariamente trasformati in cyborg per poter vivere per centinaia di anni. I loro nomi sono tratti dalla serie principale di Mega Man: Thomas è il nome del Dr. Light, creatore di Mega Man, Mikhail è il nome del Dr. Crossack, nemico del protagonista e alleato del malvagio Dr. Wily, il cui nome è appunto Albert.
- Albert è un membro della Saggia Trinità, importante scienziato, ma anche malvagio Mega Man. Albert è anche il creatore del Biometallo Modello A, del Biometallo Modello W, di Grey, di Prometheus e di Pandora.

### Mega Man
- Mega Man A è la trasformazione principale del protagonista dopo la sua fusione con il Biometallo Modello A. In questa forma egli dispone di un cannone leggero per attacchi a lungo raggio ed è l'unica trasformazione dotata di una mossa finale, la Giga Distruzione, con cui consuma tutta la propria energia per mitragliare tutti i nemici visibili.
- Prometheus e Pandora sono i due malvagi Mega Man apparsi già nel gioco precedente. Si scoprirà che sono due prototipi creati da Albert ed hanno una vita molto breve, che possono allungare solo tramite regolari operazioni nel laboratorio dove era custodito Grey. Lavoreranno per Albert per molto tempo, tradendolo poco prima della fine della storia, cercando invano di ucciderlo; combatteranno il protagonista, e per far questo non potranno tornare al laboratorio, motivo per cui moriranno dopo lo scontro. Prometheus combatte con la sua falce e con colpi di fuoco, mentre Pandora usa la sua bacchetta per lanciare incantesimi di ghiaccio e tuono.
- Atlas è una Mega Man dotata del potere del Biometallo Modello F, il metallo del fuoco. Era in passato una cacciatrice di Maverick, ma ha poi deciso di combattere per accelerare il suo processo evolutivo. Può sparare sfere infuocate, creare onde di fiamme e modificare la traiettoria dei suoi cannoni gemelli. Sconfitta, il protagonista otterrà i suoi poteri.
- Aelous (il suo nome originale è Helios) è il Mega Man del vento, provvisto del Biometallo Modello H. Considera tutti gli uomini dei patetici sciocchi responsabili di tutto il disagio esistente nel mondo. Combatte proprio per liberarsi di tutti quelli che considera esseri inferiori; è in grado di volare, planare, attaccare i nemici con le sue lame gemelle o generare tornadi elettrici. Sconfitto, il protagonista otterrà i suoi poteri e l'abilita di analizzare i nemici, trovandone il punto debole e rivelando la loro quantità di energia.
- Thetis è il Mega Man che possiede i poteri acquatici del Biometallo Modello L. Sembra una gran brava persona, ma è un grande ambientalista e considera gli uomini responsabili dell'inquinamento dei mari. Vuole perciò vendicarsi spazzando via l'umanità. Le sue abilità consistono nel roteare una grande alabarda e nel generare draghi di ghiaccio che inseguono il bersaglio e lo congelano. Sconfitto, il protagonista otterrà i suoi poteri e la capacità di individuare i tesori con un radar.
- Siarnaq è il Mega Man che possiede il Biometallo Modello P, e con esso i poteri dell'ombra. Ha probabilmente rischiato la vita in passato, salvandosi solo grazie alla fusione con il Biometallo: infatti è molto freddo e parla in un linguaggio quasi robotico, dimostrandosi incapace di pensare e provare sentimenti. Può lanciare una raffica di kunai contro i suoi nemici, tirare shuriken rotanti e smaterializzarsi rapidamente. Sconfitto, il protagonista otterrà i suoi poteri, l'abilità di aggrapparsi ai muri e quella di visualizzare una mappa sullo schermo inferiore.
- Mega Man ZX è la fusione combinata di Vent/Aile con i Biometalli Z e X. Può sparare con un cannone o eseguire numerose mosse con la spada. Dopo uno scontro con il protagonista diverrà suo alleato e gli donerà i suoi poteri.
- Mega Man a è un Mega Man minuscolo realizzato con la stessa grafica 2D 8-Bit dei primi videogiochi della serie. Può essere ottenuto conquistando le 24 medaglie dei boss, ma è in grado di sparare solo con un debole buster, di una scivolata per schivare ed è privo di qualsiasi altro potere.
- Mega Man W è il risultato della megafusione tra il detentore del modello W ed il modello W stesso. Contiene i dati su tutti gli altri megaman e si autoproclama "Dio". Il suo scopo è quello di creare un nuovo mondo.

### Pseudoroidi
Gli Pseudoroidi sono robot molto potenti che appaiono come boss di fine livello; una volta sconfitti, si otterrà la possibilità di trasformarsi in loro, acquisendone aspetto e poteri. Essi sono:
- Buckfire è una gazzella antropomorfa, che considera l'ordine la cosa più importante che esista al mondo; è in grado di saltare molto in alto, eseguire acrobazie in volo e lanciare frecce infuocate.
- Chronoforce è un essere simile ad un pesce metallico corazzato. Può lanciare frecce di ghiaccio e rallentare lo scorrere del tempo.
- Rospark è una pianta, normalmente con aspetto da bulbo, ma, aggrappatosi a liane o tubi, si trasforma in una specie di fiore antropomorfo. In forma di bulbo può attaccare con una liana o sparare scariche elettriche verso l'alto. In forma di fiore, può spostarsi rapidamente da una liana all'altra e lanciare numerosi raggi elettrici contemporaneamente.
- Queenbee è una grossa ape, capace di trasportare oggetti molto pesanti e di sparare attacchi di fuoco dal suo pungiglione.
- Vulturon è un avvoltoio meccanico che suona la chitarra ed attacca con essa.
- Bifrost è un colossale T-rex robotico, dotato di un'intelligenza molto elevata; il protagonista otterrà i suoi poteri, ma, a causa della sua mole eccessiva e della sua lentezza, risulterà inutile nella maggior parte delle situazioni.
- Hedgeshock è un piccolo riccio elettrico. Può rotolare a velocità molto elevate o lanciare sfere elettriche, palesemente ispirato a Sonic the Hedgehog.
- Argoyle & Ugoyle sono due tigri meccaniche che combattono in coppia; il protagonista, dopo averli sconfitti, acquisisce il potere di trasformarsi in uno di essi, e potrà richiamare solo un'illusione dell'altro per potenziare i propri attacchi o per sferrare calci a distanza.